# Onthophagus sulciger
Onthophagus sulciger là một loài bọ cánh cứng trong họ Bọ hung (Scarabaeidae).